# Estonian International 2006
Die Estonian International 2006 im Badminton fanden in Tallinn vom 2. bis zum 4. Juni 2006 statt.

## Austragungsort
- Kalevi Spordihalis, Juhkentali 12

## Sieger und Platzierte
| Disziplin    | Gold                               | Silber                           | Bronze                                  |
| ------------ | ---------------------------------- | -------------------------------- | --------------------------------------- |
| Herreneinzel | Kęstutis Navickas                  | Richard Vaughan                  | Kristian Midtgaard                      |
| Herreneinzel | Kęstutis Navickas                  | Richard Vaughan                  | Rafał Hawel                             |
| Dameneinzel  | Kati Tolmoff                       | Elena Prus                       | Akvilė Stapušaitytė                     |
| Dameneinzel  | Kati Tolmoff                       | Elena Prus                       | Solenn Pasturel                         |
| Herrendoppel | Andrej Ashmarin Anton Nazarenko    | Adam Cwalina Rafał Hawel         | Joe Morgan James Phillips               |
| Herrendoppel | Andrej Ashmarin Anton Nazarenko    | Adam Cwalina Rafał Hawel         | Stilian Makarski Vladimir Metodiev      |
| Damendoppel  | Claudia Vogelgsang Caren Hückstädt | Piret Hamer Helen Reino          | Małgorzata Kurdelska Paulina Matusewicz |
| Damendoppel  | Claudia Vogelgsang Caren Hückstädt | Piret Hamer Helen Reino          | Kai-Riin Saluste Kati Tolmoff           |
| Mixed        | Adam Cwalina Małgorzata Kurdelska  | Valeriy Atrashchenkov Elena Prus | Iwo Zakowski Noora Virta                |
| Mixed        | Adam Cwalina Małgorzata Kurdelska  | Valeriy Atrashchenkov Elena Prus | Neven Rihtar Maja Šavor                 |

## Finalergebnisse
| Disziplin    | Sieger                             | Finalist                         | Ergebnis          |
| ------------ | ---------------------------------- | -------------------------------- | ----------------- |
| Herreneinzel | Kęstutis Navickas                  | Richard Vaughan                  | 22-20 15-21 21-11 |
| Dameneinzel  | Kati Tolmoff                       | Elena Prus                       | 21-13 21-17       |
| Herrendoppel | Andrej Ashmarin Anton Nazarenko    | Adam Cwalina Rafał Hawel         | 21-17 21-15       |
| Damendoppel  | Claudia Vogelgsang Caren Hückstädt | Piret Hamer Helen Reino          | 21-11 21-11       |
| Mixed        | Adam Cwalina Małgorzata Kurdelska  | Valeriy Atrashchenkov Elena Prus | 22-20 21-19       |

## Ergebnisse

### Herreneinzel Qualifikation
- Andrey Ashmarin –  Donatas Narvilas: 21-9 / 21-14
- Arnaud Génin –  Madis Reppo: 21-13 / 21-9
- Johan Uddfolk – : 21-16 / 21-10
- Abderrahmane Hidouche –  Indrek Ojam: 21-10 / 21-12
- Sergey Shumilkin –  Seth Elliot: 21-11 / 21-16
- Yoann Turlan –  Ingmar Seidelberg: 24-22 / 21-15
- Anton Ivanov –  Aurimas Mizgiris: 21-8 / 21-17
- Andrius Jankus –  Sylvain Ternon: w.o.
- Ronny Withers –  Kaarel Kohler: 21-10 / 21-10
- Stilian Makarski –  Raul Käsner: 21-14 / 21-7
- Lars Gunnar Abusdal –  Vahur Lukin: 18-21 / 21-12 / 22-20
- Tauno Tooming –  Kasper Lehikoinen: 14-21 / 21-18 / 21-6
- Andrey Ashmarin –  Janis Valeinis: 21-8 / 21-8
- Tuomas Nuorteva –  Stefan Lutzkanov: 21-17 / 21-12
- Arnaud Génin – : 21-15 / 21-5
- Anton Sosedov –  Maxime Renault: 21-14 / 21-17
- Johan Uddfolk –  Omar Hani Bani: w.o.
- Pavel Florián –  Andrei Ivanov: 21-18 / 21-16
- Pekka Ryhanen –  Abderrahmane Hidouche: 21-6 / 21-7
- Deividas Butkus –  Kristo Kivisaar: 22-20 / 21-18
- Sergey Shumilkin –  Iiro Kokko: 21-14 / 21-14
- Aki Kananen –  Yoann Turlan: 21-18 / 21-11
- Jesper von Hertzen –  Anton Ivanov: 21-19 / 13-21 / 21-18
- Antti Koljonen –  Andrius Jankus: 21-5 / 21-9
- Ronny Withers –  Ivan Sozonov: 21-19 / 16-21 / 21-12
- Stilian Makarski –  Lars Gunnar Abusdal: 14-21 / 21-14 / 21-15
- Andrey Ashmarin –  Tauno Tooming: 21-9 / 21-16
- Tuomas Nuorteva –  Arnaud Génin: 21-14 / 18-21 / 22-20
- Anton Sosedov –  Johan Uddfolk: 11-21 / 21-13 / 21-18
- Pavel Florián –  Pekka Ryhanen: 22-20 / 22-20
- Sergey Shumilkin –  Deividas Butkus: 21-13 / 21-6
- Aki Kananen –  Jesper von Hertzen: 21-9 / 21-14
- Antti Koljonen –  Ronny Withers: 21-7 / 21-3

### Herreneinzel
- Kaveh Mehrabi –  Antti Koljonen: 21-11 / 21-23 / 21-18
- Vladimir Metodiev –  Erick Anguiano: 21-13 / 21-17
- Kristian Midtgaard –  Aki Kananen: 21-8 / 21-18
- Adam Cwalina –  Alexander Sim: 21-15 / 21-17
- Kęstutis Navickas –  Anton Sosedov: 21-15 / 21-16
- Neven Rihtar –  Rainer Kaljumae: 21-15 / 21-17
- Joe Morgan –  Sergey Shumilkin: 21-19 / 21-17
- Valeriy Atrashchenkov –  Shai Geffen: 21-12 / 22-20
- Steinar Klausen –  Iwo Zakowski: 13-21 / 21-7 / 21-12
- Raul Must –  Tuomas Nuorteva: 21-6 / 21-15
- Kristóf Horváth –  James Phillips: 21-16 / 21-14
- Rafał Hawel –  Stilian Makarski: 12-21 / 21-13 / 21-8
- Kristian Nielsen –  Simon Knutsson: 21-15 / 21-19
- Richard Vaughan –  Andrey Ashmarin: 21-12 / 13-21 / 21-10
- Markus Heikkinen –  Stanislav Kohoutek: 19-21 / 21-16 / 21-11
- Pedro Yang –  Pavel Florián: 21-17 / 21-16
- Kaveh Mehrabi –  Vladimir Metodiev: 21-8 / 21-12
- Kristian Midtgaard –  Adam Cwalina: 22-20 / 20-22 / 21-13
- Kęstutis Navickas –  Neven Rihtar: 21-14 / 21-16
- Valeriy Atrashchenkov –  Joe Morgan: 21-17 / 21-18
- Raul Must –  Steinar Klausen: 22-20 / 21-16
- Rafał Hawel –  Kristóf Horváth: 21-15 / 19-21 / 21-17
- Richard Vaughan –  Kristian Nielsen: 18-21 / 21-6 / 21-16
- Markus Heikkinen –  Pedro Yang: 21-13 / 25-23
- Kristian Midtgaard –  Kaveh Mehrabi: 22-20 / 21-18
- Kęstutis Navickas –  Valeriy Atrashchenkov: 19-21 / 21-16 / 21-19
- Rafał Hawel –  Raul Must: 21-19 / 21-17
- Richard Vaughan –  Markus Heikkinen: 21-19 / 21-17
- Kęstutis Navickas –  Kristian Midtgaard: 21-15 / 21-17
- Richard Vaughan –  Rafał Hawel: 21-9 / 21-11
- Kęstutis Navickas –  Richard Vaughan: 22-20 / 15-21 / 21-11

### Dameneinzel Qualifikation
- Victoria Ushkova –  Stina Viljus: 21-10 / 21-5
- Daria Zykova –  Teder Gerda: 21-10 / 21-11
- Flora Sabigno –  Daria Dvoretskaja: 21-7 / 21-5
- Caren Hückstädt –  Victoria Ushkova: 21-7 / 26-24
- Flora Sabigno –  Daria Zykova: 21-12 / 21-12

### Dameneinzel
- Kati Tolmoff –  Caren Hückstädt: 21-12 / 21-17
- Anastasia Prokopenko –  Oona Seppälä: 21-6 / 21-8
- Małgorzata Kurdelska –  Irina Mamray: 21-16 / 21-18
- Sandra Kamilova –  Stéphanie Vandrille: 21-17 / 21-19
- Akvilė Stapušaitytė –  Laura Vana: 21-13 / 21-13
- Kai-Riin Saluste –  Ksenia Polikarpova: 20-22 / 21-17 / 21-16
- Ruth Kilkenny –  Tatyana Mironova: 21-15 / 21-13
- Noora Virta –  Kristina Dovidaitytė: 21-14 / 19-21 / 21-18
- Karoliine Hõim –  Barbara Matias: 21-9 / 24-22
- Elena Prus –  Oksana Jaciuk: 21-5 / 21-5
- Piret Hamer –  Elodie Rouve: 21-14 / 21-19
- Elena Chernyavskaya –  Elina Väisänen: 21-15 / 21-16
- Helen Reino –  Gerda Voitechovskaja: 21-9 / 21-5
- Claudia Vogelgsang –  Victoria Slobodyanyuk: 22-20 / 21-18
- Jenny Sjolund –  Rasa Šulnienė: 21-12 / 21-13
- Solenn Pasturel –  Flora Sabigno: 21-13 / 17-21 / 21-7
- Kati Tolmoff –  Anastasia Prokopenko: 23-21 / 21-16
- Małgorzata Kurdelska –  Sandra Kamilova: 25-23 / 21-9
- Akvilė Stapušaitytė –  Kai-Riin Saluste: 21-14 / 21-12
- Noora Virta –  Ruth Kilkenny: 21-10 / 12-21 / 21-15
- Elena Prus –  Barbara Matias: 21-16 / 22-20
- Piret Hamer –  Elena Chernyavskaya: 15-21 / 21-13 / 28-26
- Claudia Vogelgsang –  Helen Reino: 17-21 / 21-8 / 21-19
- Solenn Pasturel –  Jenny Sjolund: 21-9 / 21-8
- Kati Tolmoff –  Małgorzata Kurdelska: 21-17 / 21-12
- Akvilė Stapušaitytė –  Noora Virta: 21-14 / 21-15
- Elena Prus –  Piret Hamer: 21-9 / 21-15
- Solenn Pasturel –  Claudia Vogelgsang: 12-21 / 21-19 / 21-18
- Kati Tolmoff –  Akvilė Stapušaitytė: 21-12 / 21-12
- Elena Prus –  Solenn Pasturel: 21-16 / 21-11
- Kati Tolmoff –  Elena Prus: 21-13 / 21-17

### Herrendoppel
- Tuomas Nuorteva /  Pekka Ryhanen –  Laurent Constantin /  Sylvain Grosjean: 21-18 / 15-21 / 21-15
- Stanislav Kohoutek /  Pavel Florián –  Kristian Midtgaard /  Kristian Nielsen: 15-21 / 21-14 / 21-14
- Michael Kevin Cudiamat /  Marika Davidová –  Lars Gunnar Abusdal /  Steinar Klausen: 21-12 / 21-9
- Konstantin Sarapultsev /  Alexey Kuplinov - /  Kaarel Kohler: 21-14 / 21-13
- Anton Ivanov /  Ivan Sozonov –  Ants Mängel /  Raul Must: 18-21 / 21-15 / 21-17
- Aurimas Mizgiris /  Donatas Narvilas –  Arnaud Génin /  Yoann Turlan: 21-17 / 9-21 / 22-20
- Andrei Ivanov /  Sergey Shumilkin –  Rainer Kaljumae /  Tauno Tooming: 21-15 / 19-21 / 21-14
- Andrey Ashmarin /  Anton Nazarenko –  Janis Valeinis /  Kristo Kivisaar: 21-11 / 21-6
- Iwo Zakowski /  Jesper von Hertzen - /  Andrius Jankus: 21-11 / 22-20
- Viktor Maljytin /  Nikolai Ukk –  Andres Aru /  Sven Kavald: 21-8 / 21-14
- Joe Morgan /  James Phillips –  Tuomas Nuorteva /  Pekka Ryhanen: 21-19 / 18-21 / 21-13
- Stanislav Kohoutek /  Pavel Florián –  Shai Geffen /  Stefan Lutzkanov: 21-13 / 21-13
- Adam Cwalina /  Rafał Hawel –  Michael Kevin Cudiamat /  Marika Davidová: 21-17 / 15-21 / 22-20
- Anton Ivanov /  Ivan Sozonov –  Konstantin Sarapultsev /  Alexey Kuplinov: 15-21 / 21-11 / 21-18
- Andrei Ivanov /  Sergey Shumilkin –  Aurimas Mizgiris /  Donatas Narvilas: 21-12 / 21-10
- Andrey Ashmarin /  Anton Nazarenko - /  Indrek Küüts: 21-5 / 21-17
- Iwo Zakowski /  Jesper von Hertzen –  Maxime Renault /  Elias Bourahla: 21-11 / 21-18
- Stilian Makarski /  Vladimir Metodiev –  Viktor Maljytin /  Nikolai Ukk: 13-21 / 21-17 / 21-19
- Joe Morgan /  James Phillips –  Stanislav Kohoutek /  Pavel Florián: 21-16 / 21-14
- Adam Cwalina /  Rafał Hawel –  Anton Ivanov /  Ivan Sozonov: 16-21 / 21-13 / 21-17
- Andrey Ashmarin /  Anton Nazarenko –  Andrei Ivanov /  Sergey Shumilkin: 21-13 / 21-7
- Stilian Makarski /  Vladimir Metodiev –  Iwo Zakowski /  Jesper von Hertzen: 21-13 / 21-15
- Adam Cwalina /  Rafał Hawel –  Joe Morgan /  James Phillips: 21-19 / 21-11
- Andrey Ashmarin /  Anton Nazarenko –  Stilian Makarski /  Vladimir Metodiev: 21-19 / 21-16
- Andrey Ashmarin /  Anton Nazarenko –  Adam Cwalina /  Rafał Hawel: 21-17 / 21-15

### Damendoppel
- Piret Hamer /  Helen Reino –  Oona Seppälä /  Jenny Sjolund: 21-10 / 21-11
- Stéphanie Vandrille /  Flora Sabigno –  Tatyana Mironova /  Victoria Slobodyanyuk: 17-21 / 21-17 / 21-15
- Małgorzata Kurdelska /  Paulina Matusewicz –  Irina Mamray /  Victoria Ushkova: 21-12 / 21-17
- Sandra Kamilova /  Karoliine Hõim - Alexei Bojonca /  Gerda Voitechovskaja: 21-17 / 21-17
- Kai-Riin Saluste /  Kati Tolmoff –  Daria Zykova /  Daria Dvoretskaja: 15-21 / 21-15 / 21-17
- Akvilė Stapušaitytė /  Kristina Dovidaitytė –  Sandrine Callon /  Émilie Lefel: 21-15 / 21-16
- Claudia Vogelgsang /  Caren Hückstädt –  Elena Chernyavskaya /  Anastasia Prokopenko: 21-16 / 16-21 / 21-15
- Elina Väisänen /  Noora Virta –  Elodie Rouve /  Barbara Matias: 21-17 / 21-19
- Piret Hamer /  Helen Reino –  Stéphanie Vandrille /  Flora Sabigno: 21-17 / 20-22 / 21-14
- Małgorzata Kurdelska /  Paulina Matusewicz –  Sandra Kamilova /  Karoliine Hõim: 21-14 / 15-21 / 21-14
- Kai-Riin Saluste /  Kati Tolmoff –  Akvilė Stapušaitytė /  Kristina Dovidaitytė: 22-20 / 21-19
- Claudia Vogelgsang /  Caren Hückstädt –  Elina Väisänen /  Noora Virta: 21-13 / 21-8
- Piret Hamer /  Helen Reino –  Małgorzata Kurdelska /  Paulina Matusewicz: 22-20 / 21-15
- Claudia Vogelgsang /  Caren Hückstädt –  Kai-Riin Saluste /  Kati Tolmoff: 21-11 / 21-13
- Claudia Vogelgsang /  Caren Hückstädt –  Piret Hamer /  Helen Reino: 21-11 / 21-11

### Mixed
- Anton Sosedov /  Daria Zykova –  Jesper von Hertzen /  Oona Seppälä: 22-20 / 21-18
- Elias Bourahla /  Stéphanie Vandrille –  Juan Alvarado /  Gerda Voitechovskaja: 21-17 / 21-18
- /  Kristina Dovidaitytė –  Ivan Sozonov /  Victoria Slobodyanyuk: 21-19 / 21-13
- Ants Mängel /  Karoliine Hõim –  Anton Ivanov /  Irina Mamray: 21-7 / 21-13
- Laurent Constantin /  Émilie Lefel –  Sergey Shumilkin /  Victoria Ushkova: 21-15 / 21-17
- Anton Nazarenko /  Elena Chernyavskaya –  Marika Davidová /  Elina Väisänen: 21-8 / 21-10
- Deividas Butkus /  Rasa Šulnienė –  Sylvain Ternon /  Flora Sabigno: w.o.
- Valeriy Atrashchenkov /  Elena Prus –  Sylvain Grosjean /  Sandrine Callon: 21-19 / 21-16
- Anton Sosedov /  Daria Zykova –  Vahur Lukin /  Sandra Kamilova: 15-21 / 21-15 / 21-14
- Iwo Zakowski /  Noora Virta –  Elias Bourahla /  Stéphanie Vandrille: 21-10 / 21-18
- Alexey Kuplinov /  Kai-Riin Saluste - /  Kristina Dovidaitytė: 21-19 / 21-14
- Viktor Malioutine /  Ksenia Polikarpova –  Ants Mängel /  Karoliine Hõim: w.o.
- Neven Rihtar /  Maja Šavor –  Laurent Constantin /  Émilie Lefel: 19-21 / 21-17 / 21-19
- Anton Nazarenko /  Elena Chernyavskaya –  Abderrahmane Hidouche / Alexei Bojonca: 21-9 / 21-14
- Adam Cwalina /  Małgorzata Kurdelska –  Deividas Butkus /  Rasa Šulnienė: 21-4 / 21-4
- Valeriy Atrashchenkov /  Elena Prus –  Anton Sosedov /  Daria Zykova: 17-21 / 21-12 / 21-18
- Iwo Zakowski /  Noora Virta –  Alexey Kuplinov /  Kai-Riin Saluste: 17-21 / 21-14 / 21-19
- Neven Rihtar /  Maja Šavor –  Viktor Malioutine /  Ksenia Polikarpova: 17-21 / 21-16 / 21-19
- Adam Cwalina /  Małgorzata Kurdelska –  Anton Nazarenko /  Elena Chernyavskaya: 21-12 / 21-18
- Valeriy Atrashchenkov /  Elena Prus –  Iwo Zakowski /  Noora Virta: 21-17 / 21-15
- Adam Cwalina /  Małgorzata Kurdelska –  Neven Rihtar /  Maja Šavor: 18-21 / 21-17 / 21-15
- Adam Cwalina /  Małgorzata Kurdelska –  Valeriy Atrashchenkov /  Elena Prus: 22-20 / 21-19